# ŽNK 4 rijeke Karlovac
ŽNK 4 rijeke, ženski je nogometni klub iz Karlovca.

## Povijest
Ženski nogometni klub 4 rijeke osnovan je 9. travnja 2016. godine.